# Expedition to Earth
Expedition to Earth (ISBN 0-7221-2423-6) (cu sensul Expediția spre Pământ) este o colecție de povestiri science fiction scrise de Arthur C. Clarke.

## Conținut
Această colecție, publicată inițial în 1953, include:
- Second Dawn
- If I Forget Thee, Oh Earth
- Breaking Strain
- History Lesson („Lecția de istorie”, denumită Expedition to Earth în ediția britanică, Sidgwick & Jackson, 1954)
- Superiority
- Exile of the Eons
- Hide-and-Seek („De-a v-ați ascunselea”)
- Expedition to Earth (denumită Encounter in the Dawn în ediția britanică, Sidgwick & Jackson, 1954)
- Loophole
- Inheritance
- The Sentinel („Sentinela”)